# کاروانسرای تنگاب
کاروانسرای تنگاب مربوط به دوره ساسانیان است و در شهرستان فیروزآباد، کیلومتر ۳ فیروز آباد به تنگاب واقع شده و این اثر در تاریخ ۱۲ بهمن ۱۳۸۱ با شمارهٔ ثبت ۷۱۹۰ به‌عنوان یکی از آثار ملی ایران به ثبت رسیده است.